# Kopla real
Kopla real (šp. copla real), u španskoj poeziji, predstavlja strofu od deset stihova, sastavljenu od stihova kraćeg metra (osam ili manje slogova (šp. verso de arte menor)), najčešće osmeraca. Ova strofa se zapravo sastoji iz dve polustrofe, i to u kombinaciji 4-6 ili 5-5. U srednjem veku, kintilje, kao ni redondilje, nisu se pojavljivale samostalno. Ponekad je spajanjem dve kintilje nastajala strofa koju nazivamo kopla real (koja se danas češće označava kao lažna desima). Simetrične polustrofe, odnosno dve kintilje, ustaljuju se i postaju dominantne krajem XV veka.
Rima je konsonantska, a raspored rime varira. Najčešće je to abbabcddcd ili abaabcdccd, mada su moguce i druge kombinacije.
Ovu formu koristili su pesnici španskog zlatnog perioda kao što su Huan del Ensina, Kristobal Kastiljeho, Urtado de Mendosa, Servantes i drugi.
Sledi primer kople real iz Dijaloga između sećanja i zaborava Kristobala de Kastiljeha:
{{citat|
-{Calla miserable Olvido,
hijo de la misma muerte;
no compares tu partido,
que ser tuyo o no haber sido
todo casi es una suerte;
y ven en conocimiento
de mi gracia y excelencia;
que yo soy de nacimiento,
hija del entendimiento,
madre de la providencia.}-|Kristobal de Kastiljeho}}